# دختر دیگر بولین
برای اقتباس فیلم، دختر دیگر بولین (فیلم ۲۰۰۸) را ببینید.
دختر دیگر بولین (۲۰۰۱) یک رمان تاریخی است؛ که توسط نویسنده بریتانیایی فیلیپا گرگوری نوشته شده‌است. این رمان بر اساس زندگی اشراف قرن شانزدهم مری بولین (خواهر آن بولین) است که اطلاعات کمی از او وجود دارد.
فیلیپا گرگوری، با الهام از داستان زندگی مری، جدایی یکی از مهم‌ترین ازدواج‌های سلطنتی در تاریخ انگلستان (ازدواج شاه هنری هشتم و کاترین آراگون) را به تصویر می‌کشد و ضرورت نیاز به وارث مرد تاج و تخت را بیان می‌کند. اما در روایت این رمان، بسیار تحریف تاریخ شده‌است.
نظرات دربارهٔ این رمان متفاوت بوده‌است و برخی می‌گویند که این کتاب نگاهی درخشان به زندگی در قصر در تودور انگلستان است، در حالی که برخی دیگر از فقدان دقت تاریخی، نگران هستند.
پس از این رمان، سریالی به نام «ملکه احمق» منتشر شد که در زمان سلطنت دختر هنری، ملکه مری، اتفاق می‌افتد. پس از «ملکه احمق» کتاب «عاشق باکره» که در روزهای اولیه سلطنت ملکه الیزابت اول اتفاق می‌افتد، توسط وی نوشته شد.